# Сорд
Сорд  — деревня в Сысольском районе Республики Коми в составе сельского поселения  Визинга. 

## География
Расположена на правобережье реки Большая Визинга на расстоянии 3 км от районного центра села Визинга по прямой на юг-юго-запад.  

## История
Известна с 1586 года.

## Население
Постоянное население  составляло 8 человек (коми 75%) в 2002 году, 6 в 2010 .